# Ljeljenča
Ljeljenča är ett samhälle i Bosnien och Hercegovina.   Det ligger i entiteten Republika Srpska, i den nordöstra delen av landet, 110 km nordost om huvudstaden Sarajevo. Ljeljenča ligger 143 meter över havet och antalet invånare är 976.
Terrängen runt Ljeljenča är platt.Närmaste större samhälle är Bijeljina, 9,8 km öster om Ljeljenča. 
Trakten runt Ljeljenča består till största delen av jordbruksmark. Runt Ljeljenča är det ganska tätbefolkat, med 67 invånare per kvadratkilometer.